# Beryllium-10
Beryllium-10 of 10Be is een onstabiele radioactieve isotoop van beryllium, een aardalkalimetaal. De isotoop komt in zeer kleine hoeveelheden (sporen) op Aarde voor.

## Vorming
Beryllium-10 ontstaat bij het radioactief verval van lithium-11, door inwerking van kosmische straling (derhalve is het een kosmogeen nuclide). Dit proces is vergelijkbaar met de vorming van 14C, maar 10Be heeft een veel langere vervaltijd. Het kan daarom gebruikt worden om geologische processen zoals erosie en vorming van sedimentaire lagen te volgen.

## Radioactief verval
Beryllium-10 bezit de grootste halveringstijd van alle isotopen van beryllium, namelijk 1,513 × 106 jaar. Het vervalt door bètaverval tot de stabiele isotoop boor-10:
{\displaystyle {\ce {{^{10}_{4}Be}->{^{10}_{5}B}+{e^{-}}+{\bar {\nu }}_{e}}}}
5Be · 6Be · 7Be · 8Be · 9Be · 10Be · 11Be · 12Be · 13Be · 14Be · 15Be · 16Be · 17Be